# Josef Karas
Pour les articles homonymes, voir Karas (homonymie).
Josef Karas, né le 20 août 1978 à Olomouc en République tchèque, est un athlète tchèque.

## Biographie
Il a représenté le Canada jusqu'en 2004 et commence à concourir pour la République tchèque en 2006. Il a établi son meilleur score personnel (7 922 points) dans le décathlon du 20 juin 2007 à Kladno. 
Josef est un double champion national dans le décathlon (2005 et 2006).
Le 11 février 2010, il a été élu Mister République Tchèque et participe à l'élection de Mister Monde 2010 où il devient premier-dauphin derrière l'Irlandais Kamal Ibrahim.

## Épreuves
| Date | Championnats                   | Lieu                    | Discipline | Place |
| ---- | ------------------------------ | ----------------------- | ---------- | ----- |
| 2006 | Championnats d’Europe          | Göteborg, Suède         | Décathlon  | 14e   |
| 2007 | Championnats d’Europe en salle | Birmingham, Royaume-Uni | Heptathlon | 12e   |
| 2007 | Hypo-Meeting                   | Götzis, Autriche        | Décathlon  | DNF   |
| 2007 | Championnats du monde          | Osaka, Japon            | Decathlon  | 20e   |
| 2008 | Hypo-Meeting                   | Götzis, Autriche        | Décathlon  | DNF   |